# Ахмед ибн Бела
Ахмед ибн Бела (25. децембар 1916 — 11. април 2012) био је револуционар и први председник Алжира од 1963. до 1965. године.

## Биографија
Рођен је 1916. године у месту Магнија, у тадашњој француској колонији Алжир. Током школовања био је подвргнут дискриминацији од европских професора због свог арапског порекла.
Године 1936. је ушао у службу у француској војсци, пошто је то било једно од ретких занимања кроз која су алжирски муслимани могли да напредују у каријери. Борио се у француској јединици мароканске пешадије током Италијанске кампање 1943. године. Шарл де Гол га је одликовао медаљом за храброст због исказане храбрости током битке за Монте Касино. Иако је напредовао у војсци, одбио је да прими официрски чин када је сазнао да су Французи због муслиманског устанка уништили алжирски град Сетиф у мају 1945. године.

### Егзил и робија
Након запослења у локалној управи, Бела је био оснивач тзв. Специјалне организације, која је била претеча будућег Фронта националног ослобођења (ФЛН). Због тога је био ухапшен 1951. године и затворен, али је убрзо побегао и склонио се у Тунис, а затим у Египат.
Након избијања рата за независност Алжира 1954, Бела је био на челу Комитета ФЛН у Египту. Французи су га поновно ухапсили 1956. године након што су пресрели његов авион и присилили га да слети. Био је у затвору све до стицања алжирске независности 1962. године. У одсуству је био изабран за потпредседника алжирске прелазне владе. Бела је био веома присан с египатским председником Гамалом Абделом Насером и сматрао се насеристом.

### Председник Алжира
Бела је постао изузетно популаран међу народом након независности Алжира. Стекао је велику потпору међу војском и већином политичара, што је искористио за политичку маргинализацију оних који су му се супротстављали.
Алжир је 8. октобра 1962. године постао 109. земља чланица Уједињених нација. Бела је 1963. године био изабран за првог председника Алжира. По доласку на власт покренуо је низ популарних реформи, поделио сељацима беземљашима земљу бивших француских колониста, увео алжирску верзију радничког самоуправљања. Понашао се аутократски како би балансирао између војске, бивших бораца ФЛН-а и државне бирократије.
Добио је почасну титулу хероја Совјетског Савеза 30. априла 1964. године.

### Постпредседничка каријера
С власти га је 1965. године срушио војни официр и сарадник Хуари Бумедијен. Бела је био у кућном притвору све до 1980. године, када му је дозвољен азил у Швајцарској. Допуштено му је да се врати у родну земљу 1990. године.
Био је изабран за председника Међународне кампање против агресије на Ирак на конференцији у Каиру 2003. године.
Упркос контроверзама које су га пратиле током година на власти, био је изузетно цењен и поштован због своје улоге у антиколонијалној борби.
Умро је 11. априла у породичној кући у граду Алжиру. Влада је након тога прогласила осам дана жалости.